# Октябрёв, Артур Сергеевич
Арту́р Серге́евич Октябрёв (26 ноября 1973, Иркутск, РСФСР) — советский и российский хоккеист, защитник. Мастер спорта России международного класса.

## Биография
В детстве пробовал себя в различных видах спорта: гимнастике, баскетболе. В семь лет оказался в хоккейной секции. В Иркутске не было ни профессиональной хоккейной команды, ни закрытого катка. Тренировки проводились на открытом катке, где ученики сами чистили лёд, сами его заливали.
Воспитанник команды «Олимпия» (Иркутск). Первым тренером стал Сергей Романович Огородников. Под его руководством Октябрёв с командой попал на финал региональных соревнований, где им заинтересовались представители профессиональных команд.
В 1986 году уехал в школу ЦСКА, однако пробиться в основной состав одной из сильнейших команд страны было непросто и в 16 лет его арендовали на год в «Салават Юлаев», где Октябрёв получил первый профессиональный контракт.
В 1992 году выступая за основной состав ЦСКА завоевал серебряные медали чемпионата СНГ.
В 1992 году был выбран на драфте НХЛ «Виннипег Джетс» в седьмом раунде под номером 155. В 1994 году уехал в США, где два годы выступал за фарм-клуб Ванкувера — Сиракузы. За основную команду не провёл ни одного матча, хотя входил в её состав. После травмы посчитав, что шансов пробиться в основной состав клуба нет, уехал в Россию, где заключил контракт с «Ладой» и сразу же вместе с ней завоевал Кубок Европейских Чемпионов.
Закончил профессиональную карьеру в 2005 году.

### Карьера
- Салават Юлаев (Уфа) — 1990—1991,
- ЦСКА — 1991—1993, 1993—1995,
- «Кристалл» (Электросталь) — 1992—1993,
- Russian Penguins — 1993—1994,
- Syracuse Crunch — 1994—1996,
- Лада (Тольятти) — 1996—2000, 2001—2003,
- Северсталь (Череповец) — 2000—2001, 2003—2005,
- Молот-Прикамье (Пермь) — 2004—2005

После завершения карьеры на восемь лет практически выпал из хоккейной обоймы. По его собственным словам «занимался различными бизнес-проектами с разной степенью успеха», совмещая коммерческую деятельность с игрой за любительский хоккейный клуб из Праги. Руководителями данного клуба летом 2012 года была создана молодёжная команда «Патриот», вошедшая в состав участников Чемпионата Молодёжной хоккейной лиги. В январе 2013 года, после того как руководство «Патриот» рассталось с прежним тренерским составом, Артур Октябрёв был назначен исполняющим обязанности главного тренера. Под его руководством команда провела оставшиеся 26 игр регулярного сезона, в которых одержала лишь четыре победы, и не пробилась в плей-офф.
С июля 2013 года по январь 2014 помощник главного тренера новичка КХЛ клуба «Адмирал».
14 января 2014 года вошёл в штаб ханты-мансийской «Югры».

### Статистика в России
|         |                |      | Регулярный сезон | Регулярный сезон | Регулярный сезон | Регулярный сезон | Регулярный сезон | Плей-офф | Плей-офф | Плей-офф | Плей-офф | Плей-офф |
| Сезон   | Команда        | Лига | Игр              | Г                | П                | Очк              | Штр              | Игр      | Г        | П        | Очк      | Штр      |
| ------- | -------------- | ---- | ---------------- | ---------------- | ---------------- | ---------------- | ---------------- | -------- | -------- | -------- | -------- | -------- |
| 1991/92 | ЦСКА           | ЧСНГ | 30               | 1                | 2                | 3                | 14               | -        | -        | -        | -        | -        |
| 1992/93 | ЦСКА           | МХЛ  | 41               | 0                | 5                | 5                | 14               | 0        | 0        | 0        | 0        | 0        |
| 1993/94 | ЦСКА           | МХЛ  | 45               | 1                | 1                | 2                | 46               | 0        | 0        | 0        | 0        | 0        |
| 1994/95 | ЦСКА           | МХЛ  | 46               | 1                | 3                | 4                | 36               | --       | --       | --       | --       | --       |
| 1996/97 | Лада           | ЧР   | 32               | 0                | 6                | 6                | 18               | 10       | 0        | 2        | 2        | 22       |
| 1997/98 | Лада           | ЧР   | 28               | 3                | 3                | 6                | 40               | --       | --       | --       | --       | --       |
| 1998/99 | Лада           | ЧР   | 35               | 1                | 7                | 8                | 86               | 7        | 1        | 2        | 3        | 4        |
| 1999/00 | Лада           | ЧР   | 34               | 3                | 6                | 9                | 54               | 7        | 0        | 0        | 0        | 14       |
| 2000/01 | Северсталь     | ЧР   | 41               | 2                | 4                | 6                | 32               | 9        | 0        | 0        | 0        | 4        |
| 2001/02 | Лада           | ЧР   | 40               | 3                | 2                | 5                | 60               | 4        | 0        | 1        | 1        | 0        |
| 2002/03 | Лада           | ЧР   | 41               | 1                | 3                | 4                | 20               | 10       | 2        | 0        | 2        | 6        |
| 2003/04 | Северсталь     | ЧР   | 42               | 0                | 2                | 2                | 30               | --       | --       | --       | --       | --       |
| 2004/05 | Северсталь     | ЧР   | 1                | 0                | 0                | 0                | 2                | 0        | 0        | 0        | 0        | 0        |
| 2004/05 | Молот-Прикамье | ЧР   | 8                | 0                | 0                | 0                | 6                | --       | --       | --       | --       | --       |
|         | Всего в ЧР     |      | 464              | 16               | 44               | 60               | 458              | 47       | 3        | 5        | 8        | 50       |

### Статистика североамериканских лиг
|         |                  |      | Регулярный сезон | Регулярный сезон | Регулярный сезон | Регулярный сезон | Регулярный сезон | Плей-офф | Плей-офф | Плей-офф | Плей-офф | Плей-офф |
| Сезон   | Команда          | Лига | Игр              | Г                | П                | Очк              | Штр              | Игр      | Г        | П        | Очк      | Штр      |
| ------- | ---------------- | ---- | ---------------- | ---------------- | ---------------- | ---------------- | ---------------- | -------- | -------- | -------- | -------- | -------- |
| 1993/94 | Russian Penguins | ИХЛ  | 10               | 0                | 2                | 1                | 2                | --       | --       | --       | --       | --       |
| 1994/95 | Syracuse Crunch  | АХЛ  | 7                | 1                | 1                | 2                | 2                | --       | --       | --       | --       | --       |
| 1995/96 | Syracuse Crunch  | АХЛ  | 62               | 3                | 16               | 19               | 69               | 3        | 0        | 0        | 0        | 2        |
|         | Всего в лигах    |      | 79               | 4                | 19               | 22               | 73               | 3        | 0        | 0        | 0        | 2        |

Провёл 17 игр за сборную страны.

## Достижения
- Обладатель кубка Европейских чемпионов (1997 г.)
- Обладатель Кубка Шпенглера (1991)
- Серебряный призёр чемпионата СНГ (1992)
- Серебряный призёр чемпионата России (1997)
- Бронзовый призёр чемпионата России (2001, 2003).

### Статистика (главный тренер)
Последнее обновление: 29 апреля 2013 года
| Команда | Турнир-сезон | Регулярный сезон | Регулярный сезон | Регулярный сезон | Регулярный сезон | Регулярный сезон | Регулярный сезон | Регулярный сезон | Регулярный сезон | Плей-офф     | Плей-офф     | Плей-офф     |
| Команда | Турнир-сезон | И                | В                | ВО/ВБ            | Н                | ПО/ПБ            | П                | О                | Результат        | В            | П            | Результат    |
| ------- | ------------ | ---------------- | ---------------- | ---------------- | ---------------- | ---------------- | ---------------- | ---------------- | ---------------- | ------------ | ------------ | ------------ |
| Патриот | МХЛ 2012-13  | 26               | 4                | 0                | —                | 0                | 22               | 12               | 16 на Востоке    | не пробились | не пробились | не пробились |